# Gerenia obliquinervis
Gerenia obliquinervis är en insektsart som beskrevs av Carl Stål 1878. Gerenia obliquinervis ingår i släktet Gerenia och familjen gräshoppor. Inga underarter finns listade i Catalogue of Life.